# Martiri di Fiesole
I Martiri di Fiesole furono tre membri dell'Arma dei Carabinieri Reali (Alberto La Rocca, Vittorio Marandola e Fulvio Sbarretti), che, durante la guerra di liberazione italiana, il 12 agosto 1944 si consegnarono alle truppe tedesche a Fiesole per salvare dieci ostaggi e subito dopo furono fucilati.

## Fatti
Seguendo la decisione di molti altri carabinieri, nell'aprile 1944 quelli della stazione carabinieri di Fiesole entrarono in contatto con la resistenza italiana (in particolare con la Brigata "V" della Divisione Giustizia e Libertà) per appoggiarne la lotta di liberazione dai nazi-fascisti. Il comandante della stazione carabinieri, il vicebrigadiere Giuseppe Amico, fu nominato comandante militare di settore. Il contributo dei carabinieri di Fiesole consisteva soprattutto nella raccolta di informazioni, nella fornitura di armi e viveri e nella partecipazione diretta ad azioni di sabotaggio mentre continuavano a svolgere i compiti di istituto.
Il 29 luglio una staffetta portaordini partigiana formata da tre carabinieri di Fiesole ed un civile fu intercettata dai tedeschi. Nello scontro a fuoco che ne seguì un tedesco fu ucciso, il carabiniere Sebastiano Pandolfo (medaglia d'argento al valor militare) e il civile furono catturati, mentre due altri carabinieri riuscirono a fuggire. I due prigionieri furono immediatamente fucilati. Il successivo 6 agosto i tedeschi arrestarono il vicebrigadiere Giuseppe Amico, sospettato di collaborare con la resistenza.
L'11 agosto il vicebrigadiere fece pervenire un messaggio ai suoi sottoposti per avvertirli che era riuscito a fuggire ed ordinar loro di entrare in clandestinità nelle file della resistenza fiorentina. I tre carabinieri Alberto La Rocca, nato a Sora il 30 gennaio 1924, Vittorio Marandola, nato a Cervaro il 24 agosto 1922 e Fulvio Sbarretti, nato a Nocera Umbra il 22 settembre 1922, insieme all'appuntato Francesco Naclerio, obbedirono ma, non potendo passare le linee nemiche, si nascosero nelle cosiddette 'buche delle fate', tra i resti del teatro romano di Fiesole, in attesa di potersi congiungere con le forze partigiane od alleate. Probabilmente sapevano che d'Amico era nascosto in via Marini 18, poco distante dalla Misericordia.

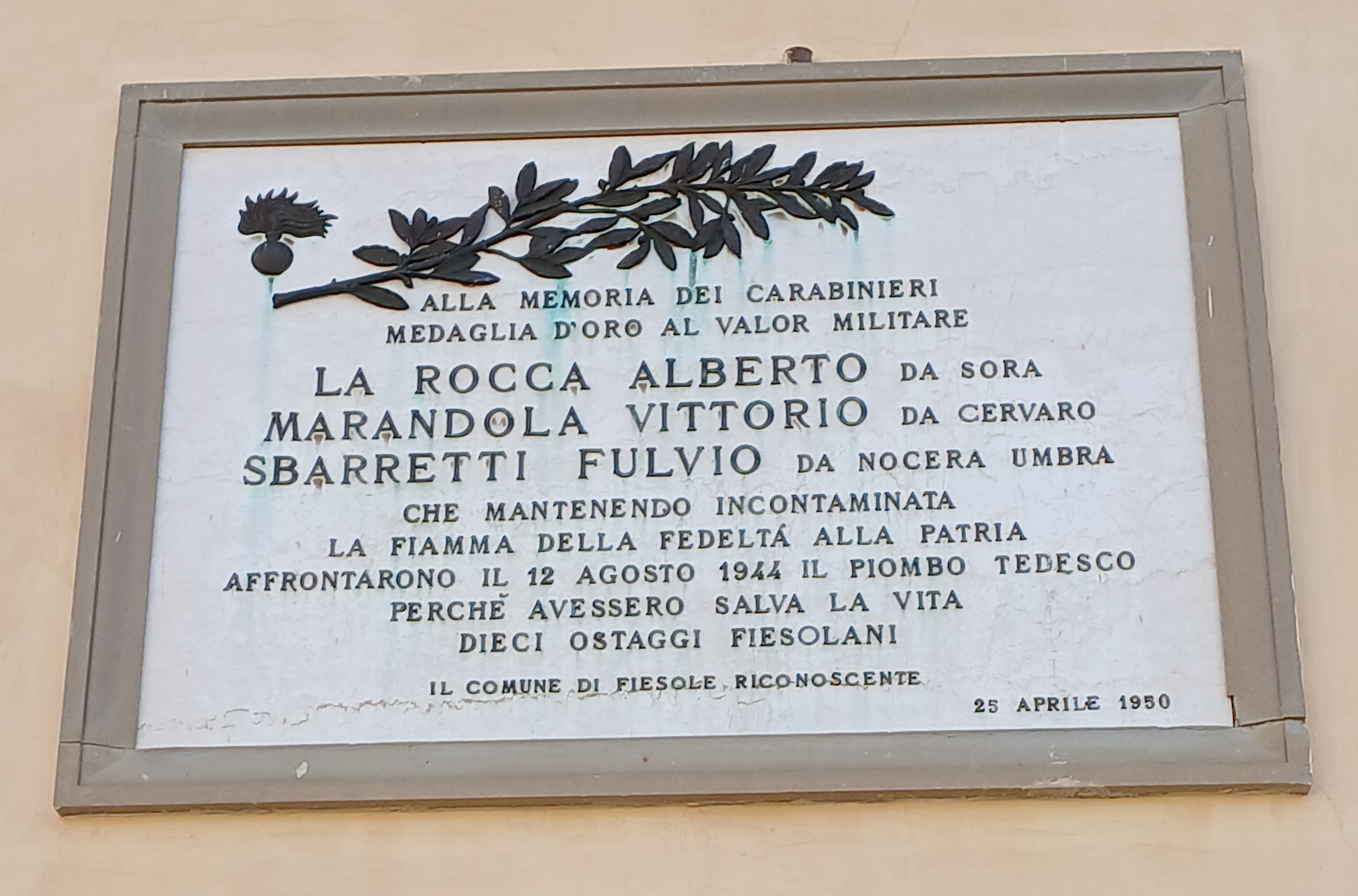
Lapide in piazza Mino da Fiesole

Alle 18:00 del 12 agosto, furono contattati da monsignor Luigi Turini (cancelliere della curia vescovile di Fiesole) e dal segretario comunale Luigi Orietti che li informavano come il comando tedesco, scoperta la loro fuga, minacciava di fucilare dieci civili, già ostaggi dei tedeschi, per rappresaglia se non si fossero consegnati. Naclerio si consulta con i tre commilitoni. Insieme decidono di consegnarsi per salvare la vita agli ostaggi. Naclerio, che ha con sé l'uniforme, si reca direttamente al comando tedesco con Oretti e Turini. Alle 18:30, i tre carabinieri tornano in caserma a riprendere le uniformi. Lì trovano i soldati tedeschi, che ordinano loro di recuperare le armi dal nascondiglio. Trovando moschetti e bombe a mano, scortano i tre carabinieri al comando tedesco. Alle 19:30, i quattro carabinieri vengono detenuti nei sotterranei dell'Albergo Aurora. Alle 20:30, i tre carabinieri vengono condotti nel giardino dell'albergo e fucilati, mentre Naclerio fu risparmiato.
Nel novembre del 1986, papa Giovanni Paolo II pregò ai piedi del monumento che ricordava l'episodio e disse: «Dobbiamo grande riconoscenza a coloro che, come questi giovani, sanno offrire la propria vita per la libertà, per la pace e per la giustizia».

## Onorificenze
Tutti e tre i carabinieri sono stati insigniti della medaglia d'oro al valor militare alla memoria con la seguente motivazione:

## Filmografia
- A testa alta. I martiri di Fiesole, regia di Maurizio Zaccaro – film TV (2014)